# İğdebel (Tufanbeyli)
İğdebel ist ein Ortsteil (Mahalle) im Landkreis Tufanbeyli der türkischen Provinz Adana mit 104 Einwohnern (Stand: Ende 2024). Im Jahr 2011 hatte der Ort 98 Einwohner.